# Gau Bayreuth

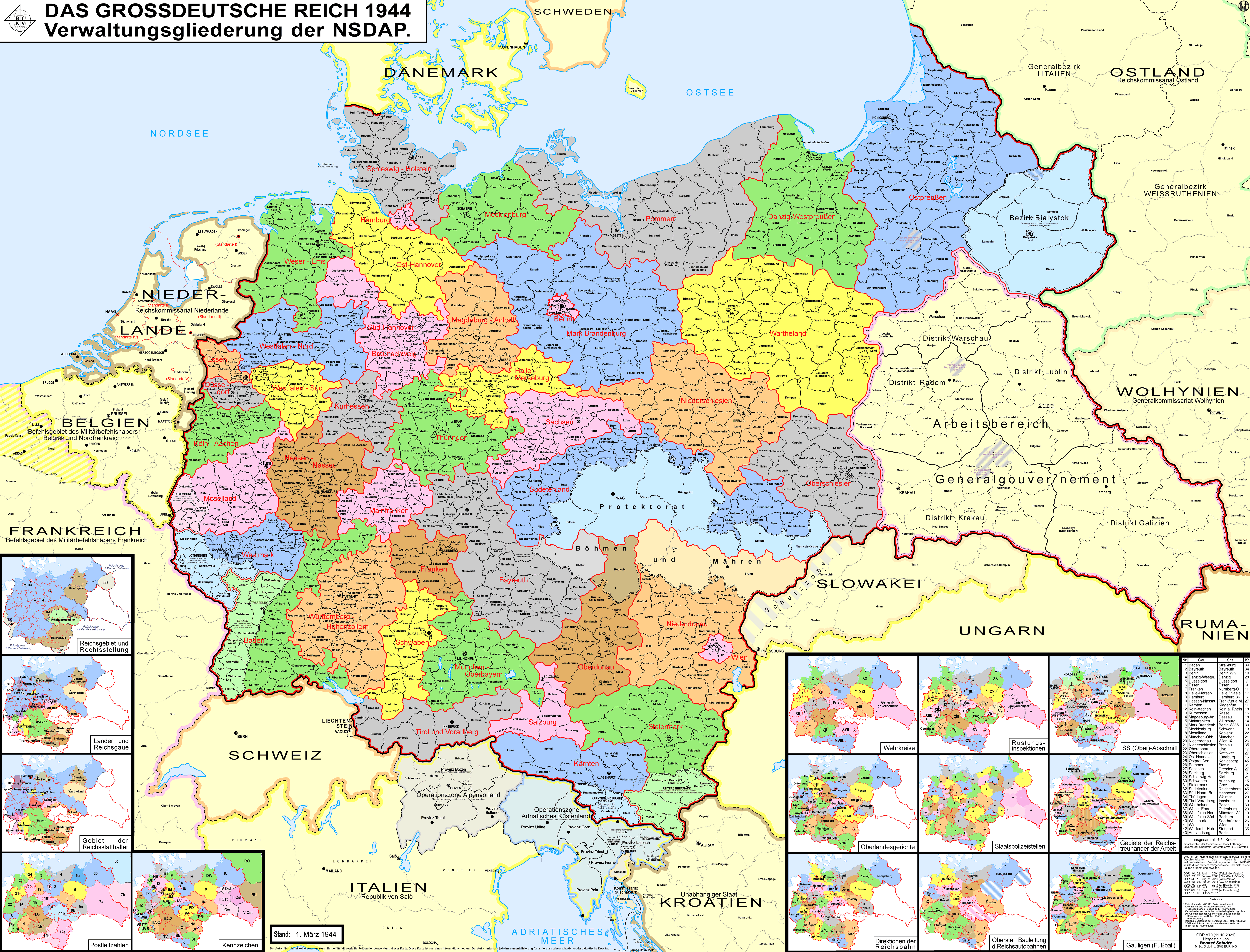
Gaue der NSDAP im Deutschen Reich im Jahr 1944

Der Gau Bayreuth (1942 bis 1945; zuvor von 1933 bis 1942 Gau Bayerische Ostmark) war eine Verwaltungseinheit der NSDAP. Er umfasste den nordbayerischen Regierungsbezirk Oberfranken sowie die ostbayerischen Regierungsbezirke Oberpfalz und Niederbayern.

## Geschichte und Struktur

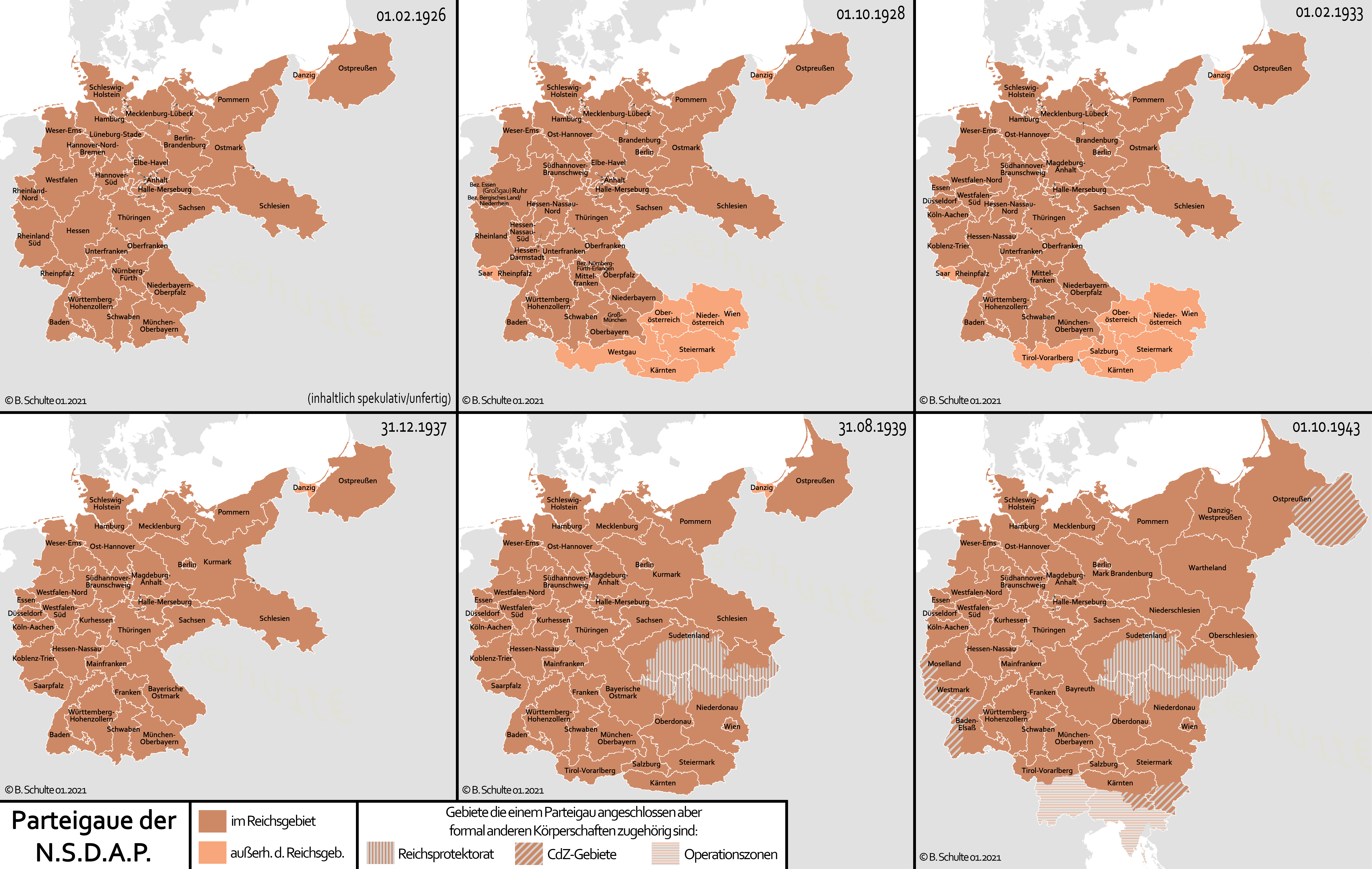
Gaue der NSDAP in den Jahren 1926, 1928, 1933 (obere Reihe); 1937, 1939, 1943 (untere Reihe)

Der Bayreuther Sternplatz mit dem Haus Pfefferkorn (mittig), dem späteren Sitz („Braunes Haus“) des Gaus Bayreuth (um 1910)

Ein Gau Nordbayern des DVSTB unter Lorenz Mesch bestand mit dem Zentrum in Coburg seit 1921, der personell in die NSDAP überleitete. Am 27. Februar 1925 gründete Hans Schemm die NSDAP-Ortsgruppe Bayreuth und 1928 den Gau Oberfranken der NSDAP. Am 3. September 1928 wurde er Gauleiter im Gau Oberfranken. Ebenso 1928 wurde er Mitglied des Bayerischen Landtags und daneben Leiter des Bezirks Franken der Nationalsozialistischen Gesellschaft für deutsche Kultur. Seit 1929 führte er den NS-Lehrerbund (NSLB) und wurde SA-Gruppenführer. Am 19. Januar 1933 wurde auf Initiative Schemms sein Gau mit dem Gau Niederbayern-Oberpfalz zum Gau Bayerische Ostmark vereinigt, wobei „Mark“ im mittelalterlichen Sinn als Grenzland zu und „Barriere“ gegen die „Slawen“ verstanden wurde.
Ein Gau Niederbayern-Oberpfalz entstand unter dem Gauleiter Gregor Strasser im Jahr 1926 und wurde 1928 aufgeteilt in den Gau Niederbayern (Gauleiter Gregor Strasser bis 1929, Otto Erbersdobler bis 1. April 1932) und den Gau Oberpfalz (Gauleiter Adolf Wagner bis 1929, Franz Maierhofer bis 1. April 1932). Den wiedervereinigten Gau Niederbayern-Oberpfalz leitete von April 1932 bis zum 13. Januar 1933 Maierhofer.
Vom 1. Oktober 1928 bis September 1932 war Ludwig Ruckdeschel Gaugeschäftsführer, Gaupropagandaleiter und Gauschatzmeister der Gauleitung sowie ständiger Stellvertreter des Gauleiters Schemm.
Am 16. März 1933 ernannte der bayerische Reichsstatthalter Franz Ritter von Epp, dem auf der staatlichen Ebene die sechs bayerischen Parteigaue unterstanden, Schemm zum kommissarischen Kultusminister Bayerns in das bayerische Kabinett von Epp. Adolf Hitler berief ihn dann am 13. April 1933 zum „Leiter der kulturellen und erzieherischen Angelegenheiten Bayerns“. Damit waren die staatliche und die Parteiebene kaum mehr zu trennen.
Gauhauptstadt wurde Bayreuth, das auch Sitz des NSLB war. Als Hauptverbindungsachse dieses Gaues wurde die Bayerische Ostmarkstraße von Oberfranken nach Passau erbaut. Eine Gauführerschule bestand in Weismain. Der Bayreuther Oberbürgermeister Schlumprecht leitete 1934 bis 1936 das Gauamt für Kommunalpolitik. Dort wirkte der Passauer IHK-Präsident Otto Erbersdobler danach und als Gauschulungsleiter. Von Schemm selbst geplant, aber erst 1936 fertig gestellt, wurde das „Haus der Deutschen Erziehung“ am 12. Juli 1936 anlässlich der Reichstagung des NSLB eingeweiht.
Als Nachfolger des am 5. März 1935 bei einem Flugzeugabsturz in Bayreuth tödlich verunglückten Schemm wurde Fritz Wächtler am 5. Dezember 1935 zum Gauleiter der Bayerischen Ostmark ernannt. Er war gleichzeitig Leiter des „NSDAP-Hauptamtes für Erziehung“ und kommissarischer Leiter des NSLB.
1939 wurde der Gau um bis zum Münchner Abkommen 1938 zur Tschechoslowakei gehörendes Gebiet, die Landkreise Bergreichenstein, Markt Eisenstein und Prachatitz, erweitert.
Am 16. November 1942 erhielt Wächtler das Amt des Reichsverteidigungskommissars und erhielt im August 1944 den Rang „SS-Obergruppenführer“. Nach dem Vorstoß der US-Streitkräfte auf Bayreuth wurde Wächtler wegen vorzeitigen Verlassens seiner Befehlsstelle in Bayreuth von einem SS-Kommando in der Gauleitungs-Ausweichstelle bei Waldmünchen erschossen. Angeblich erfolgte die Hinrichtung auf persönlichen Befehl Hitlers, vermutlich jedoch ging dem Befehl eine Intrige seines Stellvertreters Ludwig Ruckdeschel mit Martin Bormann voraus. Der Fanatiker Ruckdeschel galt als langjähriger Rivale Fritz Wächtlers. Seit dem 19. April 1945 war Ruckdeschel letzter Gauleiter. In dieser Funktion forderte er in einer Rundfunkansprache vom 22. April angesichts des Vormarsches der US-Armee die Verteidigung von Regensburg „bis zum letzten Stein“.
Schemm wollte ein „Ostmark-Bewusstsein“ fördern (z. B. durch ein Ostmarklied, die Ostmarkstraße oder den Ostmarkverlag). Am 16. Juni 1942 wurde der Gau auf Befehl Hitlers (drei Jahre nach der Angliederung des Sudetenlandes, dessen südliche Gemeinden auf andere Gaue aufgeteilt wurden) in Gau Bayreuth umbenannt. Schemm gab eine Nebenausgabe des Fränkischen Volkes heraus, die Bayerische Ostwacht, welche später in Bayerische Ostmark umbenannt wurde. Er gründete den Gauverlag Bayerische Ostmark mit Sitz in Bayreuth, durch den etliche regionale Blätter zentral gesteuert wurden. Bis 1942 trugen mehrere Zeitungen die Bezeichnung „Bayerische Ostmark“: Neben dem Fränkischen Volk, die Deggendorfer Zeitung, die Rottaler Zeitung, das Hofer Tagblatt, die Frankenwald-Zeitung, die Kulmbacher Rundschau, die Dingolfing-Landauer Zeitung, die Donau-Zeitung, der Regensburger Kurier, die Coburger Nationalzeitung und weitere Tageszeitungen. Ab 1942 Gauverlag Bayreuth, produzierte er bis 1945 eine große Anzahl Bücher, insbesondere auch Feldpostausgaben von Kleinschriften. Es erschienen nicht nur offensichtliche Propaganda-Schriften, sondern auch Bildbände über Städte der Bayerischen Ostmark.
Der Gau führte wirtschaftliche Unternehmen, deren Betriebsvermögen größtenteils aus geraubtem Vermögen der SPD bestand. Sie galten im nationalsozialistischen Sinn als gemeinnützig. Die Ostmark-Selbsthilfe errichtete unter anderem die Gartenstadt in Bayreuth.
Gauleiter:
- Hans Schemm (Sept. 1928/19. Januar 1933 – 5. März 1935)
- Ludwig Ruckdeschel (20. März – 6. Dezember 1935, stellvertretender Gauleiter, vorübergehend mit der Geschäftsführung betraut)
- Fritz Wächtler (5. Dezember 1935 – 19. April 1945)
- Ludwig Ruckdeschel (ab 19. April 1945)

Stellvertretender Gauleiter:
- Ludwig Ruckdeschel (1. Februar 1933 – Juni 1941)
- danach offenbar unbesetzt